# Corinthians MMA
Corinthians MMA é uma equipe de MMA da cidade de São Paulo. Está localizada no Parque São Jorge, sede do Sport Club Corinthians Paulista teve em seu plantel de atletas nomes como os ex-campeões do UFC Anderson Silva e Júnior dos Santos.

## História
O projeto de MMA do Corinthians foi iniciado em 2011, em parceria com Anderson Silva (ex-campeão dos Pesos-Médios do (Ultimate Fighting Championships). Contratado desde agosto de 2011, Anderson Silva rompeu seu contrato com o clube dois anos depois.
Ramon Lemos foi o responsável pela coordenação da equipe em seu início. Professor de jiu-jitsu e um dos fundadores da equipe Atos Jiu-jitsu, Ramon foi o responsável pelo treinamento de Anderson Silva e Junior Cigano em muitas de suas lutas.
Em agosto de 2012, Cigano também é contratado pelo Corinthians, deixando o clube três anos depois.
Em agosto de 2017, Ewerton Teixeira é contratado para ser o coordenador da equipe, substituindo Ramon Lemos, que deixou a equipe em 2015. 

## Estrutura
O centro de treinamento do Corinthians MMA conta com uma grande estrutura. Além da academia, os atletas contam com um departamento médico, fisioterapia, nutricionista e psicóloga, além de alojamento e refeitório.[carece de fontes?]

## Atletas notáveis
Relação de alguns atletas que são ou foram membros da equipe:
- Alex "Canguru" Alves (atleta do ACB)
- Anderson Silva (ex-campeão Peso Médio do UFC)
- André ‘Dedé’ Santos (campeão Peso Meio-Médio do TFE MMA)
- Bruno Henrique Cappelozza (campeão Peso Meio-Pesado do Jungle Fight)
- Davi Ramos (campeão do ADCC/atleta do UFC)
- Douglas D’Silva (atleta Peso Galo do UFC)
- Ewerton Teixeira (campeão japonês Peso Pesado do K-1/ex-atleta do Bellator)
- João Almeida (campeão Peso-Pesado do Jungle Fight)
- Júnior "Cigano" dos Santos (ex-campeão Peso-Pesado do UFC)
- Marcelo Golm (atleta do UFC)
- Roberto "Facada" Neves (atleta do ACB)
- Washington Nunes (campeão Peso Meio-Médio do Thunder Fight)